# Gaston Baissette
Pour les articles homonymes, voir Baissette.
Gaston Baissette, de son nom complet Raymond Gaston Marie Baissette, était médecin hygiéniste et écrivain proche du Parti communiste. Il est né à Albi le 14 mai 1901 et mort à Quissac (Gard) le 5 novembre 1977. 
Un prix de poésie Gaston Baissette a été créé et attribué chaque année de 1994 à 2008. Son nom a été donné à l'école de Restinclières (34) ainsi qu'à une médiathèque à Mauguio. Il existe plusieurs rues Gaston Baissette dans l'Hérault : à Beaulieu, à Castelnau-le-Lez, à Castries, à Jacou, à Lunel, à Mauguio, à Montaud, à Saint-Jean-de-Védas et à Montpellier. 

## Biographie
Son père, Marius Louis Antoine Baissette, était originaire de Fabrègues et sa mère, Eugénie Marguerite Ribeyrolle, était originaire de Mauguio. Gaston Baissette aimait passer ses vacances à Mauguio dont il fréquentait assidûment les « cabanes » sur l'étang. La famille possédait aussi une maison et des terres à Montaud. Il est inhumé au cimetière Saint-Jacques de Mauguio. Les archives et l'œuvre de Gaston Baissette ont été léguées à sa mort à la ville de Montpellier, mais ce n'est qu'au décès de son épouse Jacqueline en 2012 que la médiathèque Emile Zola de Montpellier Méditerranée Métropole récupère le fonds de 11 000 documents (manuscrits, correspondance, livres, documents variés). 

### Un médecin hygiéniste
La thèse de médecine de Gaston Baissette annonce un engagement dans la médecine hygiéniste. Elle fut présidée par Léon Bernard, l'un des fondateurs de l'Organisation sanitaire de la Société des Nations, organisme précurseur de l'OMS (Organisation mondiale de la santé). La carrière médicale de Gaston Baissette est celle d'un médecin hygiéniste spécialisé dans la lutte contre la tuberculose. D'abord phtisiologue dans le département de l'Eure puis médecin-chef d'un préventorium, il est nommé en 1937 inspecteur des services d'hygiène du département de l'Eure. À ce titre, il s'occupe des infirmières-visiteuses qui contribuent principalement à la lutte contre la tuberculose. On sait qu'il fit augmenter l’indemnité annuelle de déplacement attribuée à ces infirmières "afin que ces dernières puissent acquérir une automobile". Au début des années 1940, il est inspecteur des services d'hygiène des Alpes-Maritimes. Après la guerre, il est médecin-chef de l’Office Public d’Hygiène Sociale de la Seine. En 1950, il fonde la Revue du B.C.G. qu'il dirige jusqu'en 1955. Au début des années 1950, il intervient en soutenant le DrFernand Lamaze dans son combat pour l'introduction de l'accouchement sans douleur en France,.

### Un historien
Le goût de Gaston Baissette pour l'histoire transparaît dès sa thèse de médecine sur Hippocrate. Publiée chez Grasset en 1931, celle-ci eut un grand retentissement et fut traduite en allemand. Gaston Baissette fut ensuite invité à écrire le chapitre sur La médecine grecque jusqu’à la mort d’Hippocrate dans l'Histoire générale de la médecine, de la pharmacie et de l’art vétérinaire dirigée par Maxime Laignel-Lavastine, il écrivit aussi des articles sur Avicenne et sur Paracelse.
Plus tard, il écrivit Ce pays de Montpellier (1970), une fresque très documentée sur l'histoire de Montpellier depuis sa fondation, qui a obtenu le Grand Prix des Jeux Floraux de Toulouse.
Une anthologie de Denis Diderot par Gaston Baissette est annoncée dans le catalogue 1948 de l’éditeur suisse Walter Egloff. Cette anthologie n’est finalement pas publiée, mais son tapuscrit témoigne de la connaissance profonde de l’œuvre de Diderot.

### Un romancier et un poète, chantre du Languedoc
Gaston Baissette fut un écrivain prolifique. Il commence par collaborer à la revue de poésie Cahiers de Feuilles au vent, dont il deviendra rédacteur en chef. Puis il écrit régulièrement dans Les Cahiers du Sud, La Pensée, Europe, Les Lettres françaises, des revues littéraires proches du parti communiste. De 1944 à 1952 il est rédacteur en chef de la revue Le Médecin Français. À 25 ans, il écrit un premier petit roman onirique : Svea Morgen illustré de son portrait par Marc Saint-Saens. La clef des sources écrit pendant la guerre et dédié à la mémoire de son ami Georges Politzer, est un conte philosophique et poétique. La plupart de ses autres romans et nouvelles évoquent le Languedoc de son enfance. Plusieurs ont été primés : L'étang de l'or d'abord publié en feuilleton dans la revue Europe fut couronné par un prix International de la Guilde du Livre 1945 et traduit en allemand, Le soleil de Maguelone (1964) traduit en allemand, a obtenu le Prix Olivier de Serres et Le vin de feu (1974) a obtenu le Prix Littré en 1975. Ces Grappes de ma vigne (1956) a été adapté à la télévision en 1975 par Alain Quercy.
Gaston Baissette eut de nombreux amis parmi ses contemporains intellectuels souvent proches du parti communiste, tels que André de Richaud, Georges Politzer, Bernard Clavel, Marguerite Yourcenar, Marc Saint-Saëns et Paul Éluard. En 1952, il composa pour Paul et Dominique Eluard Les Aventures de Percemont, un conte de fées et de chevalerie dont il leur offrit le manuscrit autographe sur papier vergé du XVIIIe siècle et orné de dessins originaux à la plume de Marc Saint-Saëns. Ce manuscrit est aujourd'hui conservé à la Bibliothèque d'Étude et du Patrimoine, à Toulouse.
Du 29 novembre 2016 au 26 février 2017, la médiathèque Emile Zola de Montpellier Méditerranée Métropole présente l'exposition Gaston Baissette, médecin-écrivain. Environ 200 documents issus de ses archives sont exposés.

### Un intellectuel proche du Parti communiste
Gaston Baissette était proche du Parti communiste français. Pendant la 2e Guerre mondiale, de 1941 à 1944, il est le rédacteur en chef du Médecin français, une publication clandestine du Comité national des médecins français du réseau de résistance Front national. Comme agent de liaison de la résistance, il aide aussi Louis Aragon et Elsa Triolet pendant leur séjour à Nice en 1941 . Toujours pendant la guerre, il rencontre Paul Éluard à l'hôpital psychiatrique de Saint-Alban-sur-Limagnole où ce dernier était caché clandestinement avec d'autres proscrits. 
En 1948, il prend position en faveur des thèses de Lyssenko prétendant que la réfutation de l'hérédité des caractères acquis par des généticiens tels que Weismann et ses disciples était une prise de position doctrinaire. Sans doute en réaction avec cette prise de position, Georges Duhamel quitte le comité de rédaction du Médecin français. 
En 1950, Gaston Baissette participe aux "Batailles du Livre de Marseille" (vente et rencontre itinérante des écrivains « progressistes » avec le public).

## Principales œuvres
- Svea Morgen. Portrait de l’auteur par Marc Saint-Saëns. Marseille : Les Cahiers du Sud, 1930.
- Aux sources de la médecine : vie et doctrine d’Hippocrate : thèse pour le doctorat en médecine. Paris : Librairie Louis Arnette, 1931.
- Hippocrate. Paris : Bernard Grasset, 1932.
- La Médecine grecque jusqu’à la mort d’Hippocrate dans Histoire générale de la médecine, de la pharmacie et de l’art vétérinaire (1936) sous la direction de Maxime Laignel-Lavastine M., tome I, p. 129-279, Paris : Albin Michel, 1936-1938.
- Le oui et le non chez Hippocrate. Paris : Éditions Hippocrate, 1936.
- La Médecine grecque. Paris : Albin Michel, 1937.
- Hippocrate (460-346), Les Grandes figures publiées sous la direction de Sébastien Charléty, recteur honoraire de l’Université de Paris, fascicule 4, 1939.
- La Clef des Sources. Paris : Grasset, 1945.
- L’Étang de l’Or : roman. Lausanne : La Guilde du Livre, 1946.
- L’Étang de l’Or : roman. Paris : La Bibliothèque française, septembre 1946.
- Les Poètes et les cosmogonies. [Précédé de Thésée et de Sur le retour aux mythes et suivi de Paul Éluard]. Paris, Pierre Seghers, 1953.
- Ces grappes de ma vigne. Paris : Les Éditeurs Français Réunis, 1956.
- La Clef des Sources. Paris : Les Éditeurs Français Réunis, 1956.
- L’Étang de l’Or : roman. Monte-Carlo : Éditions Pastorelly, 1959.
- Le Soleil de Maguelone. Paris : René Julliard, 1964.
- L’Étang de l’Or. Lithographies originales de François Desnoyer. Paris : Société Normande des Amis du Livre, 1965.
- L’Étang de l’Or : roman. Paris : Julliard, 1966.
- Isabelle de la Garrigue : roman. Paris : Julliard, 1968.
- Ce Pays de Montpellier. Saint Georges d’Orques : Éditions Causse, 1970.
- Poésie. Paris : Les Arcades, 1974.
- Le Vin de feu : roman. Paris : Julliard, 1974. Photographie de couverture Georges Develay.
- Ces grappes de ma vigne. Scénario de Guy Vassal ; d’après le roman de Gaston Baissette. Réalisé pour la télévision par Alain Quercy, 1974. Scénario en quatre volumes. Première diffusion : (France) Antenne 2, 1975.
- Ces grappes de ma Vigne. Paris : Julliard, 1975. Photographie de couverture Georges Galmiche (Antenne 2) tirée de la série télévision.
- Aux confins de la médecine. Préface de Bernard Clavel. Paris : Julliard, 1977.
- L’Étang de l’Or : roman. Montpellier : Les Presses du Languedoc, 1980. En couverture L’Étang de l’Or, photographie d’André Hampartzoumian.
- L’Étang de l’Or : roman. Montpellier : Les Presses du Languedoc, 1980. Reproductions d’une lithographie de François Desnoyer et d’un portrait de l’auteur peint par Georges Dezeuze (août 1948).
- L’Étang de l’Or : roman. Montpellier : Les Presses du Languedoc, 1980. En couverture L’Étang de l’Or, peinture de Georges Dezeuze.
- L’Étang de l’Or : roman. Montpellier : Les Presses du Languedoc, 1990. En couverture portrait de l’auteur peint par Georges Dezeuze (août 1948).
- Ces grappes de ma vigne. Paris : Le Grand livre du mois, 1995.
- Œuvre romanesque : Tome I Ces grappes de ma Vigne ; Tome II Isabelle de la garrigue. Montpellier : Nouvelles Presses du Languedoc, 1995. Édition en 4 volumes reprend les trois romans du cycle de la vigne et du vin (Ces grappes de ma vigne, Isabelle de la Garrigue, Le Vin de feu) et les deux du cycle des étangs (Le Soleil de Maguelone, L’Étang de l’Or).
- Lucinde ou L'Étang de l'Or : roman inédit. Pézenas : Domens, 2017. Préface de Gilles Gudin de Vallerin.
- L'Étang de l'Or : roman. Pézenas : Domens, 2017. Photographies de l'auteur. Préface de Gilles Gudin de Vallerin.